# Ceprano
Ceprano és un comune (municipi) de la província de Frosinone, a la regió italiana del Laci, situat a uns 106 km al sud de Roma i a uns 127 km al nord de Nàpols.
Ceprano limita amb els municipis d'Arce, Castro dei Volsci, Falvaterra, Pofi, Ripi, San Giovanni Incarico i Strangolagalli.
A 1 de gener de 2019 tenia 8.851 habitants.

## Història
Els orígens de Ceprano estan relacionats amb la colònia romana fundada el 328 aC a la riba esquerra del riu Liri, anomenada Fregellae. Actualment es poden veure les ruïnes de la ciutat al territori del municipi proper d'Arce.
Ceprano va formar part dels Estats Papals des del segle VI fins al 1870 aproximadament. Després de la Unificació italiana i la Captura de Roma, la ciutat va formar part del Regne d'Itàlia, una monarquia constitucional governada des de Roma per la Casa de Savoia.
El 27 de gener de 1862 es va obrir el servei de ferrocarril Roma-Ceprano.
El 28 de maig de 1944, durant la Segona Guerra Mundial, Ceprano va ser presa per les tropes canadenques posant fi a l'ocupació alemanya.